# Robbie Magasiva

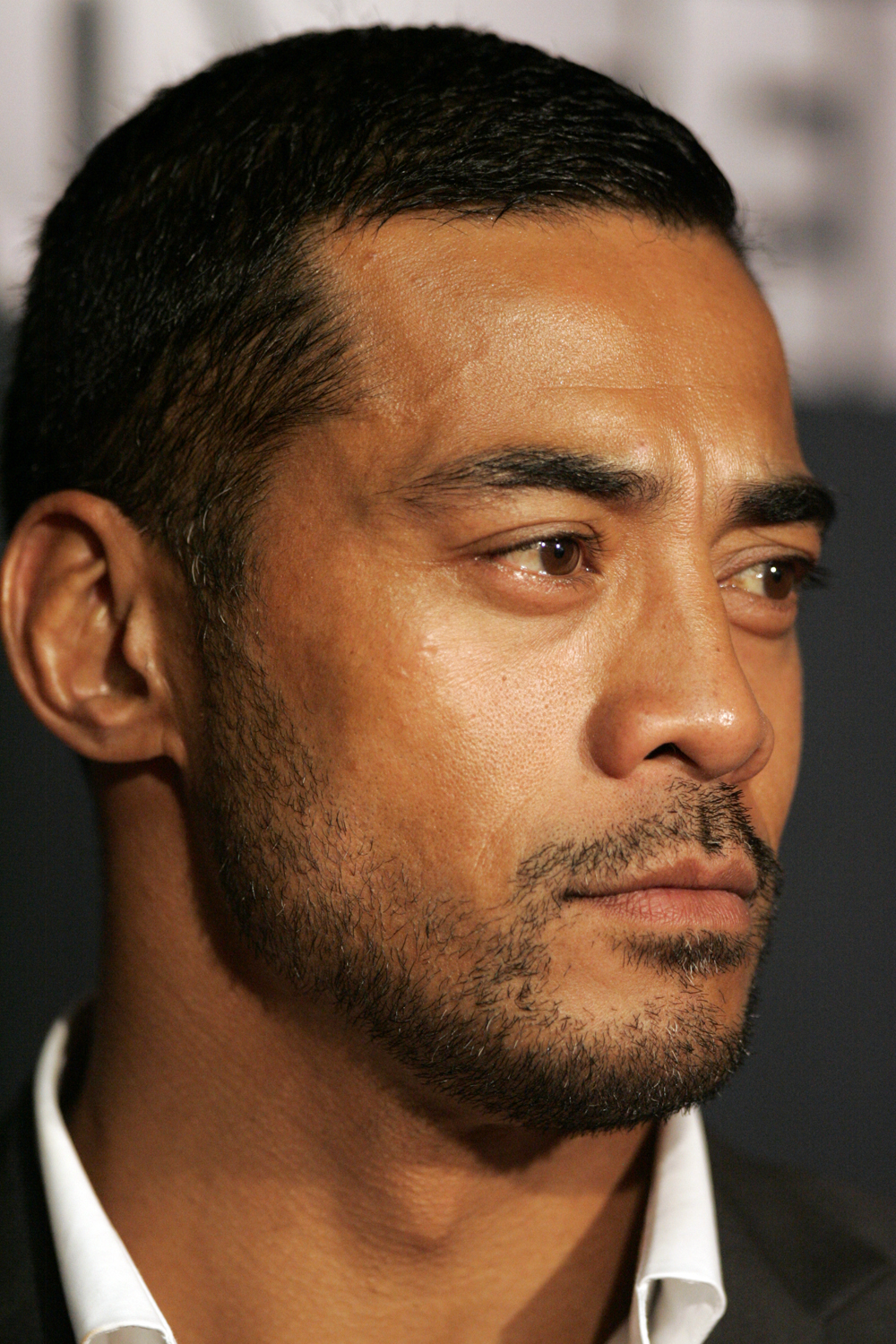
Robbie Magasiva (2013)

Robbie Joseph Magasiva (* 21. Mai 1972 in Wellington) ist ein neuseeländisch-samoanischer Schauspieler und Komiker, der durch seine Rollen in Shortland Street und als Mauhúr aus dem Film Der Herr der Ringe: Die zwei Türme Bekanntheit erlangte.

## Leben und Karriere
Robbie Magasiva wurde 1972 als einer von vier Söhnen, darunter der Schauspieler Pua Magasiva (1980–2019), und einer Tochter von Salafa und Taufaiula Ropati Magasiva in der neuseeländischen Hauptstadt Wellington geboren. Er zog im Alter von fünf Jahren mit seinen Eltern nach Samoa, wo er in der Gemeinde Tanumapua, nahe der Hauptstadt Apia, aufwuchs. Als Magasiva zehn Jahre alt war, zog die Familie dauerhaft nach Neuseeland zurück.
Nach dem Abschluss der Schule begann er erste Schauspielrollen am Theater und in einigen Werbespots zu übernehmen, während er parallel dazu als Rezeptionist einer Werbeagentur arbeitete.
Mit Beginn der 1990er Jahre begann Magasivas Weg ins Film- und Fernsehgeschäft. So spielte er zunächst in einigen Episoden der Serie Shark in the Park mit und war in der Folge in einigen Fernsehfilmen zu sehen. 1999 übernahm er als Mason Keeler eine Rolle in der Serie Jackson's Wharf. 2001 übernahm er die Hauptrolle des Jack im Film Stickmen, bevor er ein Jahr später durch die Rolle des Uruk-Hai Mauhúr aus dem Film Der Herr der Ringe: Die zwei Türme von einem internationalen Publikum gesehen wurde. Zudem trat er der Comedygruppe Naked Samoans bei. Von 2002 bis 2003 war er in über 30 Episoden als Adam Lima in The Strip zu sehen. 2006 übernahm er eine Hauptrolle als Michael in der Komödie Sione's Wedding, die sich in Neuseeland als finanziell erfolgreich erwies und war zudem in einer kleinen Rolle im Film Air Force 2 zu sehen. Ein Jahr später folgte eine Nebenrolle im Horrorfilm The Tattooist.
2009 wurde Magasiva in der Rolle des Dr. Maxwell Avia in der neuseeländischen Seifenoper Shortland Street besetzt, die er insgesamt bis 2013 spielte. 2013 wurde er dann als Officer Will Jackson in der australischen Serie Wentworth gecastet, die er seitdem spielt. 2016 übernahm er als Jackson eine Nebenrolle in der Serie Dirty Laundry.

## Persönliches
Magasiva ist Vater zweier Kinder, eines Sohnes und einer Tochter (* 1996 und * 2000), die wie er in Auckland leben. Von 2006 bis 2011 war er mit Anna Magasiva verheiratet. Seit 2011 sind er und die britisch-neuseeländische Schauspielerin Natalie Medlock ein Paar.

## Filmografie (Auswahl)
- 1990–1991: Shark in the Park (Fernsehserie, 14 Episoden)
- 1996: Telly Laughs (Fernsehserie)
- 1998: Tiger Country (Fernsehfilm)
- 1999: Jackson's Wharf (Fernsehserie, 9 Episoden)
- 2001: Stickmen
- 2002: Der Herr der Ringe: Die zwei Türme (The Lord of the Rings: The Two Towers)
- 2002–2003: The Strip (Fernsehserie, 32 Episoden)
- 2003: Power Rangers Ninja Storm (Fernsehserie, Episode 1x32)
- 2006: Doves of War (Fernsehserie, Episode 1x06)
- 2006: Sione's Wedding
- 2006: Air Force 2 (In Her Line of Fire)
- 2006: Perfect Creature
- 2007: The Ferryman – Jeder muss zahlen (The Ferryman)
- 2007: The Tattooist
- 2008: Burrying Brian (Fernsehserie, 2 Episoden)
- 2009: Diplomatic Immunity (Fernsehserie, 2 Episoden)
- 2009–2013: Shortland Street (Fernsehserie)
- 2011: Tee Party (Kurzfilm)
- 2012: Sione's 2: Unfinished Business
- 2012: Auckland Daze (Fernsehserie, 3 Episoden)
- 2013: Offspring (Fernsehserie, Episode 4x09)
- seit 2013: Wentworth (Fernsehserie)
- 2015: Now Add Honey
- 2016: Black Comedy (Fernsehserie, Episode 2x06)
- 2016: Dirty Laundry (Fernsehserie, 7 Episoden)
- 2020: Lowdown Dirty Criminals
- 2021: Spreadsheet (Fernsehserie, 7 Episoden)
- 2021: Going, Going